# Angraecum aporoides
Espèce
Synonymes
- Angraecum distichum var. grandifolium (De Wild.) Summerh.[1]
- Dolabrifolia aporoides (Summerh.) Szlach. & Romowicz[1]
- Mystacidium distichum var. grandifolium De Wild.[1]

Angraecum aporoides est une espèce de plantes à fleurs de la famille des Orchidaceae (les Orchidées) et du genre Angraecum, présente dans plusieurs pays d'Afrique tropicale : Nigeria, Cameroun, Sao Tomé-et-Principe, République démocratique du Congo.